# Jože Udovič
Jože Udovič, slovenski pesnik, prevajalec in pisatelj, * 17. oktober 1912, Cerknica, † 5. november 1986, Ljubljana.

## Življenje in delo
Rodil se je v Cerknici očetu trgovcu Josipu Udovču (rojen 1889), ki se preselil iz vasi Zelše, in materi Antoniji (roj. Marinčič), ki je izhajala iz Bača pri Knežaku. Oče je prihajal iz kmečke družine in se je priučil trgovska poklica – leta 1911 je kupil in odprl trgovino v levem obrambnem stolpu v središču Cerkince, kjer se je rodil 17. oktobra 1912 Jože in dve leti kasneje brat Leon. Mama se šolala v Zavodu ubogih šolskih sester noterdamk, kjer je zaključila obrtno-trgovsko šolo in se zaposlila v trgovini v Knežaku. Ob začetku 1. svetovne vojne je bil oče mobiliziran v vojsko, kjer se bojeval na avstrijsko-ruski fronti. Doma je družina živela v pomanjkanju, saj je v letu in pol umrl brat Leon, 23. marca 1917 je umrla mama, kar je Udoviču pustilo travme za celo življenje. V Cerknici je začel obiskovati osnovno šolo, a se z očetom preselil leta 1920 v Stari trg pri Ložu, kjer je oče dobil zaposlitev v zadrugi. Oče se drugič poročil s Avrelijo Prezelj in se 1922 preselil v Lož, kjer je prevzel trgovino.
Udovič je bil v osnovni šoli vzoren učenec in odličnjak, zato se 1923 vpisal v elitne Škofove zavode v Šentvidu, kjer je osem let obiskoval gimnazijski program. V tem času je začel literarno ustvarjati. V šolskem letu 1929/30 je sodeloval v rokopisnem dijaškem listu Šestošolec, kjer je objavil prve pesmi in poskrbel za likovno opremo, sodeloval je tudi kot fotograf za prilogo Naš album. Pibernik zapiše, da so prve pesmi pisane pod vplivom Župančiča, Ketteja, Murna, A. Vodnika in Jarca. Pesmi so opazili uredniki drugega dijaškega lista Domače vaje, kjer je ponatisnil pesmi iz Šestošolca. V naslednjem letu ni objavil ničesar, ampak je znova objavil v letu 1931/32 zopet v Domačih vajah, kjer je objavil osem pesmi in prevode Rilkeja, ki je vplival že na takratno Udovičevo poezijo. V tem času je začel podpisovati priimek iz Udovč v Udovič.
V Ljubljani je najprej študiral teologijo v šolskem letu 1932/33. Jeseni 1933 se je prepisal na slavistiko na Filozofski fakulteti, kjer 1935 opravil t. i. C-diplomo iz narodne zgodovine, francoščine in češčine. Študiral je neredno, tako ni bi vpisan 1935/36, razlogi so v slabšen gmotnem stanju (preživljal se je z inštrukcijami) in intenzivnem literarnem ustvarjanju. Sodeloval je pri reviji Mladika in katoliški reviji Dom in svet, od vsega začetka je bil v Kocbekovem krogu, ki je objavljal in urejal revijo Dejanje (1938-1941). Aktivno je deloval v društvu Zarja in bil soorganizator Bohinja tedna 1939, na koncu katerega je uredil zbornik in nepodpisano uvodno besedo. Čeprav je Udovič veljal za pesnika je v Dejanju prispeval več kratke proze kot pesmi. Objavil jih je psevdonimno, pod imenom Andrej Kolar - značilna je opisovanje podeželja z deležem fantastike, ki se nagiba v grotesko in satiro. B-diplomo je opravil 1939 pri Ramovšu iz slovenskega jezika in diplomiral pri dr. Anton Ocvirku jeseni 1940 s temo o slovenskem ekspresionizmu.   
in diplomiral iz slavistike. Med drugo svetovno vojno je bil interniran v italijanskih taboriščih, nato se je pridružil partizanom. Po vojni je bil svobodni književnik in prevajalec. Pesmi in novele je začel objavljati leta 1936 v Domu in svetu ter Dejanju. 
Domoljubne medvojne pesmi so bile objavljene v partizanskih glasilih in uglasbene, elegične izpovedi in balade pa so izšle v prvem razdelku zbirke Ogledalo sanj (1961), ki prinaša pesmi dvajsetletnega ustvarjanja. Naslov zbirke napoveduje moderno simbolično liriko sanjskih podob in vizij ter fantastičnega ali grotesknega preoblikovanja resničnosti. Značilna napetost in dinamika nastajata iz spopada med težnjo po idealni jasnini in tesnobnim doživljanjem ujetosti, osamljenosti, odvečnosti, zato se vizije svetlobe, lepote in čistosti srečujejo s temo, razkrojem, tujostjo. Vsemu temu se subjekt upira z voljo, spominom, slutnjo in upanjem. 
Že v tej zbirki se odmakne od klasičnega verza in kitice v zvočno bogate svobodne oblike. V zbirki Darovi (1975) se tipanje za skrivnostnim bistvom narave, stvari in človeka, zaznavanje sorodnosti duše in vesoljega duha umakne. Pesmi zarisujejo ostrejša in močnejša znamenja duhovne krize, razkrojene identitete in odsotne metafizike ter se tako približajo toku kritičnega alternativnega modernizma. Pesmi zbirke Oko in senca (1982) izražajo pretresenost nad praznino, izgubo stika z notranjim bistvom, bolečino ob brezobzimem teptanju vsega svetega in ob porušenem ravnotežju v svetu. Nova bivanjska občutja so samota, strah pred praznino niča in vračanje v boleče vojne izkušnje. Tudi za zadnjo zbirko je značilna dvojnost: zlu, trpljenju in nihilizmu pesnik zoperstavlja vero v odrešilnost umetnosti in nepopustljivo iskanje svetlobe, smisla ter skritega metafizičnega reda. Udovič je pisal tudi novele (Spremembe, 1991), eseje o književnosti (Brazda na vodi, 1993) in dnevnike (Zapisi v tišino, 1992).
Dobil je Prešernovo (1962) in Sovretovo nagrado (1971). Od 1981 je bil izredni oz. dopisni, od 1985 redni član Slovenske akademije znanosti in umetnosti (SAZU).
Njegovo zbrano delo je uredil France Pibernik.

## Nagrade in priznanja
- 1962 nagrada Prešernovega sklada za Ogledalo sanj
- 1963 nagrada vstajenje za Ogledalo sanj (odklonil)
- 1971 Sovretova nagrada za prevod romana Vergilova smrt
- 1976 nagrada mesta Ljubljana za Darove
- 1981 dopisni član SAZU[4]
- 1985 redni član SAZU

### Poezija
- Ogledalo sanj (Bela krizantema). Ljubljana: Cankarjeva založba, 1961
- Darovi. Ljubljana: Cankarjeva založba, 1975
- Oko in senca. Ljubljana: Cankarjeva založba, 1982

#### Izbor
- Anton Vodnik, Cene Vipotnik, Jože Udovič. Pesmi. Uredil Janko Kos. Ljubljana: Mladinska knjiga, 1975
- Pesmi. Izbor Drago Šega. Ljubljana: Cankarjeva založba, 1988

### Proza
- Spremembe. Uredil Drago Šega. Ljubljana: Slovenska matica, 1991

### Dnevniki
- Zapisi v tišino (iz dnevnikov). Pripravil Tone Pavček. Ljubljana: Cankarjeva založba, 1992

### Eseji
- Brazda na vodi (izbrani eseji). Uredil Janez Gradišnik. Ljubljana : Mihelač; Trst : Založništvo tržaškega tiska, 1993

### Zbrano delo
- Prva knjiga: Ogledalo sanj / Darovi. Uredil in opombe napisal France Pibernik. Ljubljana: DZS, 1999
- Druga knjiga: Oko in senca / Nezbrane pesmi. Uredil in opombe napisal France Pibernik. Ljubljana: DZS, 2000
- Tretja knjiga: Proza / Scenarij / Kosovelova poezija / Literarna publicistika. Uredil in opombe napisal France Pibernik. Maribor: Litera, 2004
- Četrta knjiga: Eseji in študije / Iz neobjavljenih rokopisov / Bibliografija Udovičevih prevodov iz tujih jezikov. Uredil in opombe napisal France Pibernik. Maribor: Litera, 2002
- Peta knjiga: Dnevnik 1971 / Dnevnik 1973 / Dnevnik 1974 / Dnevnik 1982-II / Fragmentarni izpiski iz dnevnikov 1966-1983 / Pisma. Uredil in opombe napisal France Pibernik. Maribor: Litera, 2005

## O njem
- France Pibernik: Ogledala sanj Jožeta Udoviča: dokumenti, pričevanja, komentarji, 1996.
- France Pibernik: Jože Udovič monografija (k Zbramin delom slovenskih pesnikov in pisateljev), 2016.
- Aleš Berger (ur.): Jože Udovič (Zbirka Interpretacije). Ljubljana: Nova revija, 1997